# Kopparmånspindel
Kopparmånspindel (Agroeca cuprea) är en spindelart som beskrevs av Menge 1873. Kopparmånspindel ingår i släktet Agroeca och familjen månspindlar. Enligt den finländska rödlistan är arten nära hotad i Finland. Arten är reproducerande i Sverige. Artens livsmiljö är klippor och flyttblock. Inga underarter finns listade i Catalogue of Life.